# Gary Megson
Gary Megson (Manchester, 2 maggio 1959) è un allenatore di calcio ed ex calciatore inglese.